# Nikola Tonev
Nikola Tonev (* 12. November 1985 in Štip, SFR Jugoslawien) ist ein ehemaliger mazedonischer Fußballspieler und heutiger Funktionär.

## Karriere

### Verein
Nikola Tonev begann seine Profikarriere 2005 beim FK Bregalnica Štip, den er nach einer Saison Richtung Vardar Skopje verließ. 2007 wurde er vom Ligakonkurrenten FK Škendija 79 ausgeliehen. 2008 entschied er sich zu einem Wechsel nach Tschechien zum FK Baník Most, wo er elf Spiele absolvierte. 2010 ging der Verteidiger zum kasachischen Verein FK Taras. Nach nur einer Saison wechselte Tonev zum russischen Zweitligisten Wolgar-Gasprom Astrachan. Im Frühjahr 2012 wurde er vom kasachischen Erstligisten Sunkar Kaskelen unter Vertrag genommen. Von dort ging er weiter zu Tobol Qostanai. Nach kurzer Vereinslosigkeit wechselte Tonev Anfang 2015 erneut zu FK Bregalnica Štip und von 2016 bis zu seinem Karriereende 2019 war er für Kit-Go Pehčevo aktiv.

### Nationalmannschaft
Im April 2004 bestritt Tonev zwei EM-Qualifikationsspiele für die mazedonische U-21-Nationalmannschaft.

## Erfolge
- Mazedonischer Pokalsieger: 2007

## Sonstiges
Seit dem 6. April 2022 ist Tonev Sportdirektor seines Heimatvereins, dem nordmazedonischen Erstligisten FK Bregalnica Štip.